# Rejon swiatoszyński
Rejon swiatoszyński (ukr. Святошинський район) – jeden z prawobrzeżnych rejonów Kijowa, znajduje się w zachodniej części miasta.
Utworzony 27 kwietnia 2001, posiada powierzchnię około 110 km², i liczy ponad 318 tysięcy mieszkańców.